# Scanaway
Scanaway er et kassettebånd af den svenske musiker og komponist Errol Norstedt fra 1996.
Kassetten indeholder nogle instrumental sange fra tidligere kassetter og Alla Tiders Fyllekalas fra kassetten Hej Hitler! fra 1985.
Sangene Då Tar Jag Mig En Kôpp og Ding New Wave har en musikvideo der sangene erstatter hindanden der er inkluderet i filmen Nya Tider.
"Inte Mina Minor" har "Rock Rampage" fra Rockligan som baggrundsmusik.

## Spor
Alle sange skrevet og komponeret af Errol Norstedt, undtagen hvor noteret.
| 1. | "Ronka Ronka Ronka Ronka Ronka" |  | 02:16 |
| 2. | "Roboten"                       |  | 04:01 |
| 3. | "Aj Som Faen"                   |  | 04:32 |
| 4. | "Polisman Karl Karlsson"        |  | 04:52 |
| 5. | "Dancing Bear"                  |  | 03:28 |
| 6. | "Birds And Bees"                |  | 04:31 |
| 7. | "Terry's Boogie"                |  | 02:43 |
| 8. | "Kom Hit Ska Du Få Stryk"       |  | 03:22 |

| 1. | "Olof Palme Var En Idiot" |             | 02:48 |
| 2. | "Ding New Wave"           |             | 03:34 |
| 3. | "Då Tar Jag Mig En Kôpp"  |             | 03:21 |
| 4. | "Working Hard"            |             | 03:36 |
| 5. | "King Bee"                | James Moore | 03:30 |
| 6. | "My Crying Day"           |             | 03:05 |
| 7. | "Alla Tiders Fyllekalas"  |             | 02:29 |
| 8. | "Rycka I Min Dolle"       |             | 02:51 |
| 9. | "Inte Mina Minor"         |             | 02:46 |

### Sangtitler på dansk
- Ronka Ronka Ronka Ronka Ronka - Spille Spille Spille Spille Spille.
- Aj Som Faen - Aj For Fanden.
- Polisman Karl Karlsson - Politimand Karl Karlsson.
- Kom Hit Ska Du Få Stryk - Kom Her Skal Du Blive Slået.
- Olof Palme Var En Idiot - Olof Palme Hvor En Idiot.
- Då Tar Jag Mig En Kôpp - Jeg Tager Mig En Kop.
- Alla Tiders Fyllekalas - Alle Tiders Drukfest.
- Rycka I Min Dolle - Rykke I Min Tissemand.
- Inte Mina Minor - Ikke Mine Miner.